# Bourdonia tridentata
Bourdonia tridentata är en kräftdjursart som beskrevs av Rybakov 1990. Bourdonia tridentata ingår i släktet Bourdonia och familjen Cabiropidae.
Artens utbredningsområde är Ochotska havet. Inga underarter finns listade i Catalogue of Life.